# Parque Nacional de Hot Springs
O Parque Nacional de Hot Springs é um parque nacional localizado nos Estados Unidos. Foi a primeira vez que o governo federal reservou uma propriedade para proteger seu uso como local de lazer.